# Cianite
A cianite ou cianita cujo nome deriva do grego kyanos, que significa azul, é um silicato tipicamente azul, mas que pode ser também incolor, verde ou castanho. É geralmente encontrada em pegmatitos metamórficos ou rochas sedimentares ricos em alumínio. É também chamada de distênio (ou distena) , que significa duas forças (do grego.sthenos) , porque tem durezas bem diferentes conforme a face considerada. 
A cianite é um polimorfo da andaluzita e da sillimanita. É um mineral fortemente anisotrópico. Na escala de Mohs, a sua dureza varia entre 4,5 e 7,0, dependendo da direção cristalográfica. Dureza variável é uma característica de quase todos os minerais, mas variação tão grande como a da cianita não é comum e  considera-se um traço identificativo.

## Usos

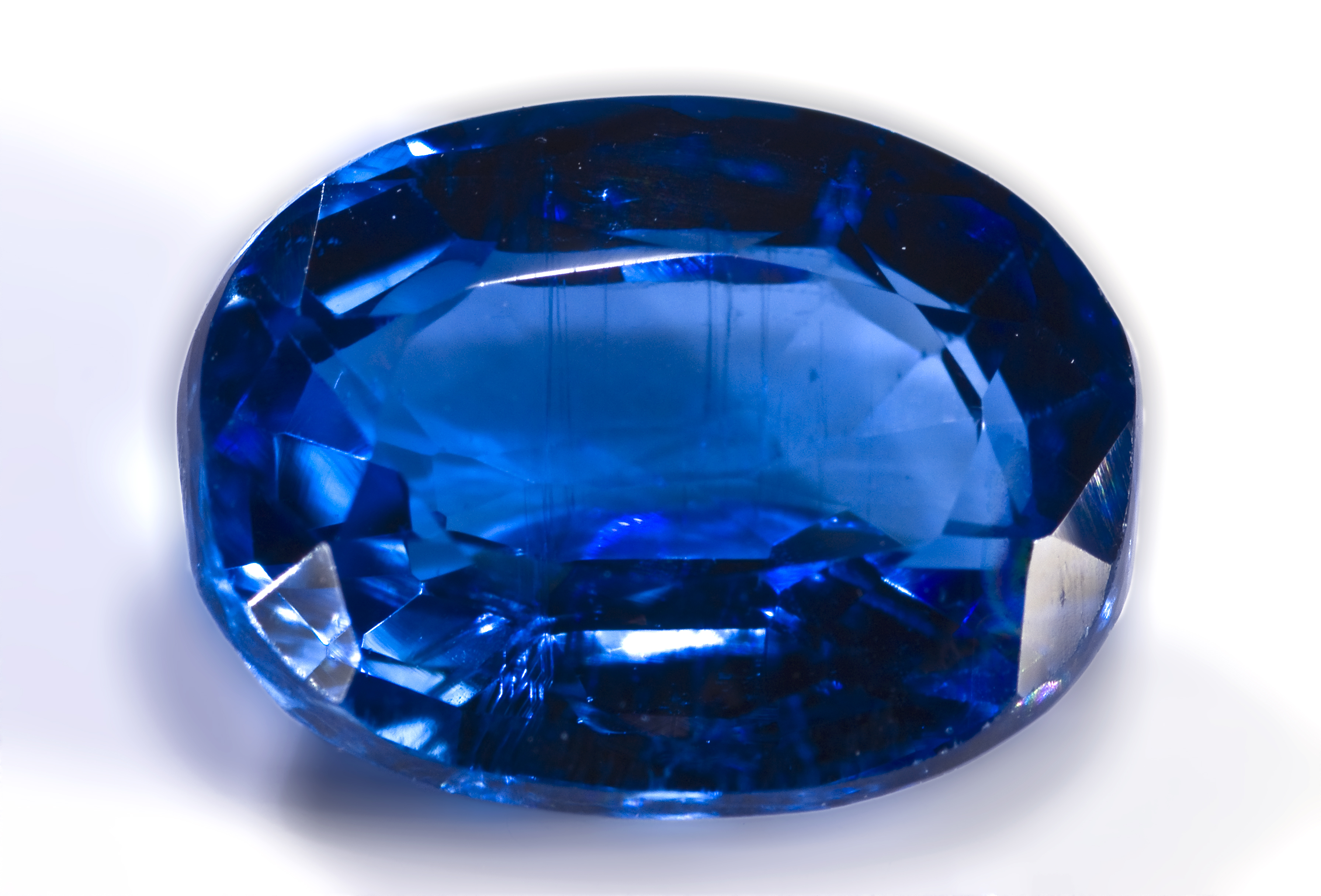
Gema de cianita. Localidade: Milka Danda (Milke Danda), Phakuwa, distrito de Sankhuwasabha (Sankhuwa Sahba), zona de Kosi, Nepal

Usa-se principalmente em produtos refractários e cerâmicos, incluindo porcelana. Utiliza-se na fabricação de utensílios de electricidade. A cianite também pode ser usada como pedra preciosa graças a sua cor. É importante também para os coleccionadores de minerais por sua beleza e raridade.
A importância deste mineral é latente, já que inclusive, uma companhia, a Kyanite Mining Corporation dedica-se exclusivamente à sua extracção e beneficiamento.
É produzida na Suíça, Quênia, Mianmar, Áustria e Brasil (Minas Gerais). 

## Minerais associados
Normalmente, este mineral ocorre associado aos seus polimorfos bem como a outros silicatos, incluindo:
- andaluzite, Al2SiO5
- sillimanite, Al2SiO5
- quartzo, SiO2
- estaurolite, Fe2Al9Si4O22(OH)2
- micas, AB2-3(X, Si)4O10(O,F,OH)2
- granadas, A3B2(SiO4)3

## Identificação
Seus cristais laminados longos são normalmente um bom começo para identificar a cianite. Sua cor (quando é azul) a define também perfeitamente. Outra característica é que pode estar misturada com minerais polimórficos ou com estaurolite. No entanto, a característica mais útil para sua identificação é o seu forte anisotropismo.

## Produção mundial
| 1. | África do Sul  | 190.000 |
| 2. | Estados Unidos | 91.300  |
| 3. | Índia          | 72.700  |
| 4. | Peru           | 40.000  |

Fonte: USGS.